# Morpho eugenia
Morpho eugenia is een vlinder uit de familie Nymphalidae. De wetenschappelijke naam van de soort is voor het eerst geldig gepubliceerd in 1860 door Achille Deyrolle.